# Каршигалинський сільський округ
Каршигали́нський сільський округ (каз. Қаршығалы ауылдық округі, рос. Каршигалинский сельский округ) — адміністративна одиниця у складі Каркаралінського району Карагандинської області Казахстану. Адміністративний центр — село Коктас.
Населення — 1391 особа (2021; 1748 у 2009, 2026 у 1999, 2269 у 1989).
Станом на 1989 рік існувала Каршигалинська сільська рада (села Карбушевка, Новий Путь, селище Новий Путь).

## Склад
До складу округу входять такі населені пункти:
| Населений пункт              | Населення, осіб (1989) | Населення, осіб (1999) | Населення, осіб (2009) | Населення, осіб (2021) |
| ---------------------------- | ---------------------- | ---------------------- | ---------------------- | ---------------------- |
| Коктас, село                 | 1824                   | 1655                   | 1480                   | 1294                   |
| Новий Путь, село             | 382                    | 280                    | 209                    | 76                     |
| Саумалколь, станційне селище | 63                     | 91                     | 59                     | 21                     |